# Ik, robot
Ik, robot (Engels: I, Robot) is een verzameling van negen korte sciencefictionverhalen van de Amerikaanse schrijver Isaac Asimov. De verhalen verschenen tussen 1940 en 1950 onder andere in het tijdschrift Astounding Science Fiction. Ik, Robot verscheen in 1966 in het Nederlands. De verhalen zijn gebundeld met een inleiding en een kort slotwoord, waardoor het geheel de vorm van een raamvertelling heeft.
In 2017 werd Ik, Robot heruitgegeven ter gelegenheid van het leesbevorderingsproject Nederland Leest, met een extra tiende verhaal De robot van de Machine is de mens, geschreven door Ronald Giphart waarbij hij leiding gaf aan  een robot met de naam Asibot. Deze robot kan zelfstandig zinnen schrijven in verschillende stijlen.
Elementen uit de Ik, Robot verhalen van Asimov zijn gebruikt in de speelfilm I, Robot (2004), waarin de hoofdrol wordt vertolkt door Will Smith.

## Thematiek
De negen verhalen in I, Robot hebben allemaal te maken met robots die worden geproduceerd door één enkel bedrijf, en er is een aantal terugkerende personages, onder wie de robot-psycholoog, Dr. Susan Calvin. Asimovs robots zijn gebonden aan zijn beroemde Drie Wetten der Robotica. Elk verhaal onderzoekt hoe deze wetten in een bepaalde situatie uitwerken.

## De drie wetten der robotica
Asimovs robotverhalen draaien vrijwel altijd om de door hem bedachte drie wetten der robotica, die veel invloed hebben gehad op latere science fiction en op het denken over ethiek in robotica. Deze wetten zijn:
1. Een robot mag een mens geen letsel toebrengen, noch laten overkomen.
2. Een robot moet door mensen gegeven orders uitvoeren, behalve als die orders in strijd zijn met de eerste wet.
3. Een robot moet zichzelf beschermen, zover als dat niet in strijd is met de eerste en tweede wet.

De verhalen in dit boek zijn verbonden door middel van een raamverhaal, waarin een journalist Susan Calvin interviewt over haar leven en haar carrière bij US Robots and Mechanical Men Inc. In "Liar!" (1941) wordt per ongeluk een robot vervaardigd die gedachten kan lezen. Hij voelt dat Dr. Calvin eenzaam is geeft dus gehoor aan de eerste wet door haar te vertellen dat een van haar collega's verliefd is op haar, ook al is hij dat niet. In "Evidence" (1946) moet Dr. Calvin bepalen of een controversiële politicus echt een robot is. In "Little Lost Robot" (1947) staat Susan Calvin voor de moeilijke opdracht om een gevaarlijke robot, die is gemaakt zonder een volledige eerste wet, tussen andere identieke robots te vinden waartussen hij zich verschuilt. In het laatste verhaal, "The evitable conflict" komt zij - en dus ook de lezer - tot de conclusie dat de mens weliswaar leeft in een wereld van welstand en zonder conflicten, maar dat de mens de eigen controle op het bestaan is kwijtgeraakt. De superbreinen bepalen alles, juist op grond van de eerste wet van de robotica. Mensen die daar tegen in opstand komen worden met zachte hand, geruisloos, aan de kant gezet, in het belang van het hogere doel.

## Verhalen
De negen verhalen zijn:
1. Robbie (Robbie, 1940)
2. Dronken robot (Runaround, 1942)
3. Logica (Reason, 1941)
4. Vingers (Catch That Rabbit, 1944)
5. Leugenaar (Liar!, 1941)
6. Robot vermist (Little Lost Robot, 1947)
7. Grappenmaker! (Escape, 1945)
8. Bewijs (Evidence, 1946)
9. De machines (The Evitable Conflict, 1950)

Deze negen verhalen werden ook opgenomen in de verhalenbundel The Complete Robot uit 1982, die in 1988 in het Nederlands werd vertaald als De totale robot. Deze bundel bevat 31 robotverhalen van Asimov.